# Annestine Beyer
Anna Kirstine (Annestine) Margrethe Beyer (født 4. maj 1795, død 9. august 1884) var en dansk reform pædagog. Hun betragtes som den første pioner inden for kvinders uddannelse i Danmark.